# Editura Heinemann

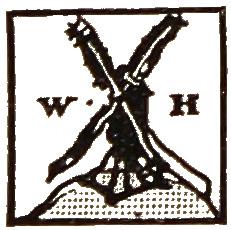
Fost logo al editurii

Heinemann este o editură britanică care a fost fondată de William Heinemann în Covent Garden, Londra, în anul 1890. După moartea lui Heinemann în 1920, pachetul majoritar de acțiuni a fost cumpărat de Editura Doubleday (cea care a fost preluată în 1986 de trustul german Bertelsmann).

## Legături externe
- Official website (UK education)
- Official website (UK trade)[nefuncțională]
- Official website (US)